# テラ (医療サービス)
テラ株式会社（英: tella, Inc.）は、樹状細胞ワクチン療法の研究開発と医療支援を事業した会社。2004年に東京都新宿区を本社に設立し、東大医科学研究所の技術やノウハウの権利を独占した期待の療法支援として注目されて上場したが、業績悪化とともに法令違反や新型コロナ治療薬虚偽開示が発覚して2022年8月に倒産した。

## 概要
東京大学医科学研究所発のベンチャーで、2004年（平成16年）6月24日に大株主で元医師の矢崎雄一郎を代表取締役社長として設立する。樹状細胞ワクチン療法および再生医療の研究、開発、技術提供などの医療支援事業を行っていた 。
「医療を作る」を理念に、tera（兆）、terra（地球、グローバル）、tell（伝える、発信する）から造語し、「人体を構成する60兆個の細胞を科学する企業」「世界に向けて発信する、グローバルなヘルスケア企業」として会社名称を定めた。

## 沿革
- 2004年（平成16年）6月24日 - 設立。
- 2005年（平成17年）5月 - 樹状細胞ワクチン療法等の技術とノウハウを提供開始。
- 2007年（平成19年）8月 - 株式会社癌免疫研究所とWT1ペプチドの細胞療法応用に関する独占実施許諾契約を締結。
- 2009年（平成21年）3月26日 - ジャスダックNEOに株式上場。
- 2010年（平成22年）
  - 8月 - 東京慈恵会医科大学附属柏病院 消化器・肝臓内科と共同研究契約締結。
  - 10月 - 大阪証券取引所JASDAQスタンダードへ市場区分移行。
- 2011年（平成23年）
  - 1月 - 慶應義塾大学医学部と共同研究契約締結。
  - 2月1日 - バイオメディカ・ソリューション株式会社の第三者割当増資を引き受けて連結子会社化。
  - 7月 - 国立大学法人九州大学と共同でナチュラルキラー細胞に関する特許出願。
  - 7月11日 - 株式会社バイオイミュランスの第三者割当増資引き受け[7]。
  - 9月 - 旭化成株式会社とがん治療を目的とした細胞プロセッシング装置の共同研究開発を開始。
  - 12月 - 慶應義塾大学医学部と腫瘍浸潤リンパ球療法に関する共同研究契約を開始。
  - 12月6日 - 旭化成株式会社を割当先に第三者割当増資[8]。
- 2013年（平成25年）
  - 4月 - 株式会社日本網膜研究所（現：株式会社ヘリオス）へ出資。
  - 4月 - 国立大学法人九州大学と共同研究契約締結、樹状細胞ワクチンのがん治療用再生医療等製品開発実現に向けて活動開始。
  - 5月 - 子会社タイタン株式会社設立[9]。
  - 11月 - 東京都港区赤坂へ本社移転。
- 2014年（平成26年）
  - 1月 - テラファーマ株式会社設立[10]。
  - 2月 - 株式会社ジナリスと共同で子会社株式会社ジェノサイファー設立[11]。
- 2016年（平成28年）
  - 3月 - 東京都新宿区西新宿へ本社移転。
- 2020年（令和2年）
  - 4月 - 株主の創業者とひふみ投信の運用会社レオス・キャピタルワークスの株を、セネジェニックス・ジャパンと内田建設へ売却[12]
  - 9月 - CENEGENICS JAPAN株式会社と新型コロナウイルス感染症 (COVID-19) の治療法開発に関する共同研究契約を締結と発表[13]、のちに虚偽判明[14]。
  - 10月　セネジェニックス・ジャパンへ第三者割当増資して35億円調達を発表[12]
- 2021年（令和3年）
  - 3月 - 証券取引等監視委員会から強制捜査を受ける[12]。（テラ_(医療サービス)#事件参照）
  - 8月、9月 - セネジェニックス・ジャパンとの取引関係にかかる開示に虚偽があったことを公表[14]。
  - 10月 - 内部管理体制などが不十分として、東京証券取引所から特設注意市場銘柄の指定を受ける[15][16]。
- 2022年（令和4年）
  - 4月4日 - 東京証券取引所スタンダードへ移行。
  - 6月20日 - 新宿区中のシェアオフィスへ本社移転。
  - 8月5日 - 東京地方裁判所から破産手続開始決定を受ける[2][3]。
  - 8月23日 - 東京証券取引所スタンダード市場上場廃止[17]。
  - 12月27日 - 子会社のテラファーマ株式会社が手掛けた再生医療等製品の製造事業を、アルフレッサの子会社セルリソーシズ株式会社へ譲渡[18]。
- 2023年（令和5年）
  - 4月5日 - 子会社のテラファーマ株式会社と株式会社オールジーンが東京地方裁判所から破産手続開始決定を受ける[19]。

## 歴代社長
1. 矢崎雄一郎 (2004.6 - )：1972年生。東海大学医学部卒、同大附属病院勤務医、ヒュービットジェノミクス株式会社社員、東京大学医科学研究所細胞プロセッシング寄付研究部門研究員を経て当社設立。子会社のテラファーマ、ジェノサイファー、オールジーンの代表取締役社長、テラ少額短期保険の取締役会長なども務めた[20][21]。2009年にテラ支援の癌免疫療法専門「セレンクリニック」（医療法人社団医創会）を設立して2021年倒産[22]。
2. 遊佐精一 (2018.9 - )：1970年生。東大大学院修了後、米フォックスチェイス癌研究所研究員などを経て2008年テラ入社[23][24]。退職後茨城県立つくば工科高等学校副校長に採用されたが、2024年2月に有印私文書偽造・同行使容疑などで逮捕[24]。
3. 平智之（2019.3-）
4. 真船達 (2021.7 - )：1970年生。亜細亜大学経営卒、大正製薬、ヘルスネットを経て、2012年テラ執行役員、2021年3月取締役[25][26]。
5. 木内清人 (2022.3 - )：1990年生。PwCあらた有限責任監査法人入所、アジアンブロードキャピタル・インベストメント合同会社代表社員、木内公認会計士事務所、木内清人税理士事務所開設ののち就任。 [27]

## 過去在籍
- 小塚祥吾 元取締役CFO

## 技術・事業
- バクセル (Vaccell)

## 事件
当社は2021年3月3日に警視庁と証券取引等監視委員会による合同強制捜査を受けた。
「CENEGENICS JAPAN社と共同開発の新型コロナウイルス感染症治療薬がメキシコのイダルゴ州で承認された」とする2020年から一連の当社発表が虚偽である疑惑について、2021年9月27日に「追加調査となる社内調査報告書の受領のお知らせ」で「メキシコの州で医薬品が衛生登録される制度は存在せず事実に反する開示であった」と発表した。CENEGENICS JAPAN社の顧問であった瀧本憲治は、2021年初頭からブログなどで不正を内部告発していたが2021年5月に自死した。
当該治療薬「プロメテウス」は鳩山由紀夫元首相やバラク・オバマ元米大統領を発起人とする「国際新型コロナウイルス細胞治療研究会」がおもに開発し、エクソソームを含む子宮内膜由来幹細胞、とされる。子会社のプロメテウス・バイオテックは実在しない架空の企業であった。
2021年10月14日に東京証券取引所は、虚偽の開示行為を続けていたことや内部管理体制が不十分として、テラ株式を特設注意市場銘柄へ指定した。
2022年2月4日に警視庁捜査2課は、テラの新型コロナウイルス感染症治療薬などに関する未公開情報を基に株取引を行ったなどとして、建設会社社長ら3人を金融商品取引法違反（インサイダー取引）で逮捕した。2月25日に、テラの株価をつり上げる目的で虚偽の情報を公表したとして、破産手続き中の業務提携先医療関連会社「CENEGENICS JAPAN」の元役員ら3人を金融商品取引法違反（偽計）などの疑いで逮捕した。CENEGENICS JAPANは、テラの新株を約35億円で購入すると公表しながら支払いを滞り大半を取得していなかった。テラの入金は約100万円であった。2月25日に東京地方検察庁特別捜査部は、建設会社社長ら3人をインサイダー取引の罪で起訴した。3月3日に警視庁捜査2課は、第三者割当増資のために預金通帳のデータを偽造したなどとして、私電磁的記録不正作出・同供用の疑いで不動産会社社長を逮捕した。
7月4日に東京地方裁判所は、建設会社社長をインサイダー取引の罪で懲役1年6月、執行猶予3年、罰金100万円、法人としての同社を罰金100万円、被告と同社に追徴金約2500万円、と判決した。
のちにテラは第三者割当増資や金融機関から資金調達を目指したが資金繰りが悪化し、2022年8月5日に東京地方裁判所から破産手続開始決定を受けた。上場していた東京証券取引所スタンダード市場は、同年8月23日に上場廃止となった。
2023年3月24日に東京地方裁判所は、CENEGENICS JAPANの元役員を偽計などの罪で懲役3年、執行猶予5年と判決した。
ほかに、経済基盤となるクリニックの医療法人で2006年から幼馴染の人物を名義貸しで理事長に就任させるなどの問題が報じられ、2016年時点で純損失約9.1億で独占実施許諾契約もすでに崩壊し、キャッシュフローも上場から自転車操業が連続した。